# 蟹江義丸
蟹江 義丸（かにえ よしまる、1872年（明治5年）3月 - 1904年（明治37年）6月19日）は、日本の哲学者。

## 経歴
1972年、富山県富山市鹿島町に蟹江晟の子として生まれる。祖父の蟹江基徳は富山藩の重臣で、家老を務めた。1890年（明治23年）、第四高等中学校に入学し、翌年第一高等中学校に移った。1893年（明治26年）、東京帝国大学文科大学国史学科に入学したが、1年間の休学を経て哲学科に転じ、1897年（明治30年）に卒業した。その後体調を崩し、京都で静養の傍ら、真宗大学（現在の大谷大学）で講師を務めた。1年ばかりの後、東京帝国大学大学院に入り、カント及び以後のドイツ哲学を専攻し、さらに倫理学・東洋倫理学を専攻した。その他、東京専門学校（現在の早稲田大学）・東京法学院（現在の中央大学）・浄土宗高等学院（現在の大正大学）で講師を務めた。
1900年（明治33年）、東京高等師範学校講師となり、のち教授となった。1903年（明治36年）には「孔子研究」を提出して文学博士の学位を取得。翌年、結核により逝去。享年32歳。墓所は富山市内の光厳寺。

## 著書
- 『西洋哲学史』（博文館、1899年）
- 『パウルゼン氏倫理学』（育成会、1900年）
- 『カント氏倫理学』（育成会、1901年）
- 『ヴント氏倫理学』（育成会、1901年）
- 『日本倫理彙編』（育成会、1903年） - 井上哲次郎と共編。江戸儒学の資料集[6]。
- 『孔子研究』（金港堂、1904年） - 中国で注目され、王国維・梁啓超・銭穆がそれぞれ翻訳した[7]。